# Pucacapa
Las pucacapas son empanadas tracionales típicas de la gastronomía de Bolivia. Están rellenas de queso y cebolla, combinando con una masa medio dulzona; algunas son picantes y otras no.

## Etimología
En quechua puka significa "rojo" y capa en español es, justamente eso, una capa. Entonces el nombre hace alusión al color rojizo que se les pone por encima antes de meterlas al horno y capa a la masa de forma circular que se usa para "tapar" o encerrar el relleno.

## Ingredientes y consumo
Los principales ingredientes de las pucacapas son harina de trigo, queso, cebolla, aceitunas, locoto, ají colorado, azúcar y huevo.
Las pucacapas se consumen sobre todo en los departamentos de La Paz y Cochabamba, muchas veces acompañadas de un helado de canela.